# Голден (Колорадо)
Голден (англ. Golden) — город в округе Джефферсон штата Колорадо, США.
Расположен к северу от межштатной автомагистрали США I-70 и к западу от Денвера у подножия Скалистых гор .
Население составляет — 18 867 человек (2010).

## История
Основан во времена золотой лихорадки. Город назван по имени Томаса Л. Голдена, золотоискателя из Джорджии (США), который был одним из первых старателей в округе Джефферсон сегодняшнего штата Колорадо. С 1862 по 1867 годы был административным центром Территории Колорадо.
В городе была основана сеть быстрого питания «Good Times Burgers & Frozen Custard».

## Демография
По переписи 2010 года в Голдене проживало 18 867 человек. Расовый состав города — 90,6 % белых , 1,2 % афроамериканцев, 0,6 % коренных индейцев, 3,8 % — азиатов, 0,1 % — жителей тихоокеанских островов, 3,8 % — представителей других рас. 8,2 % — испаноязычного населения.

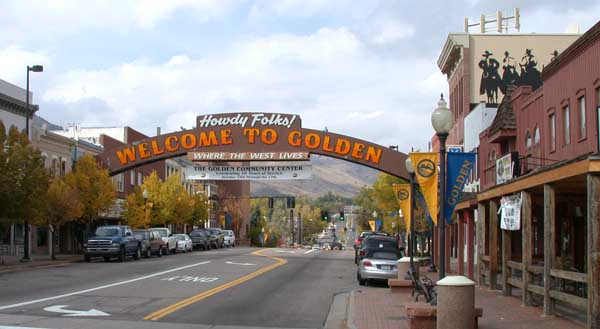
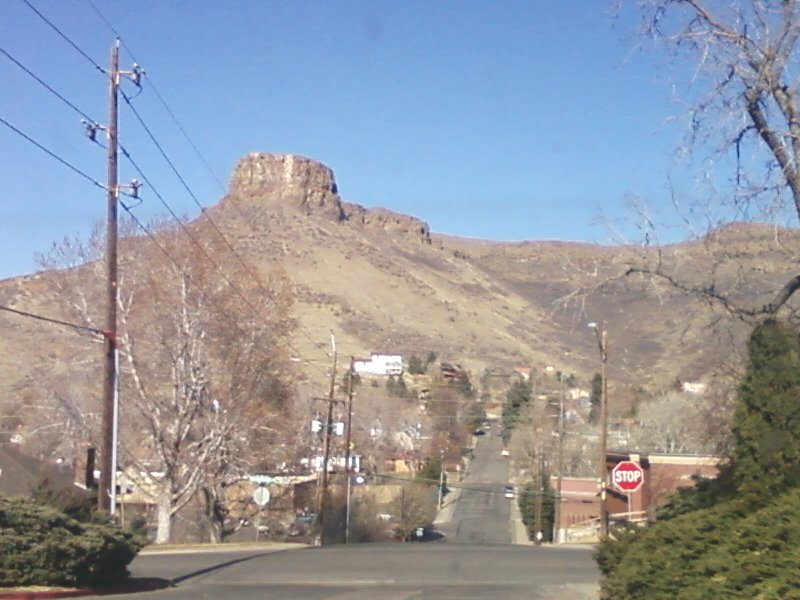
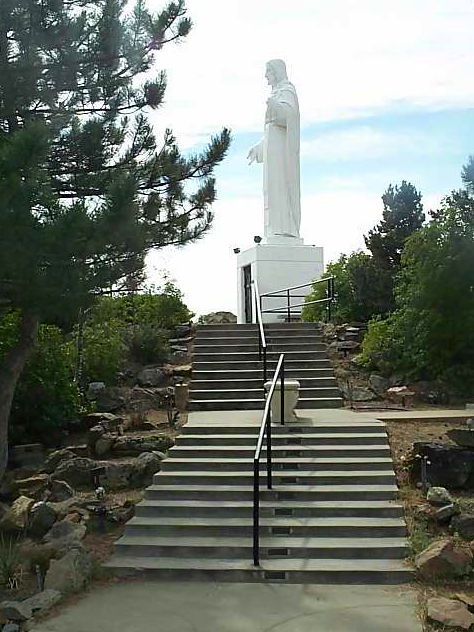
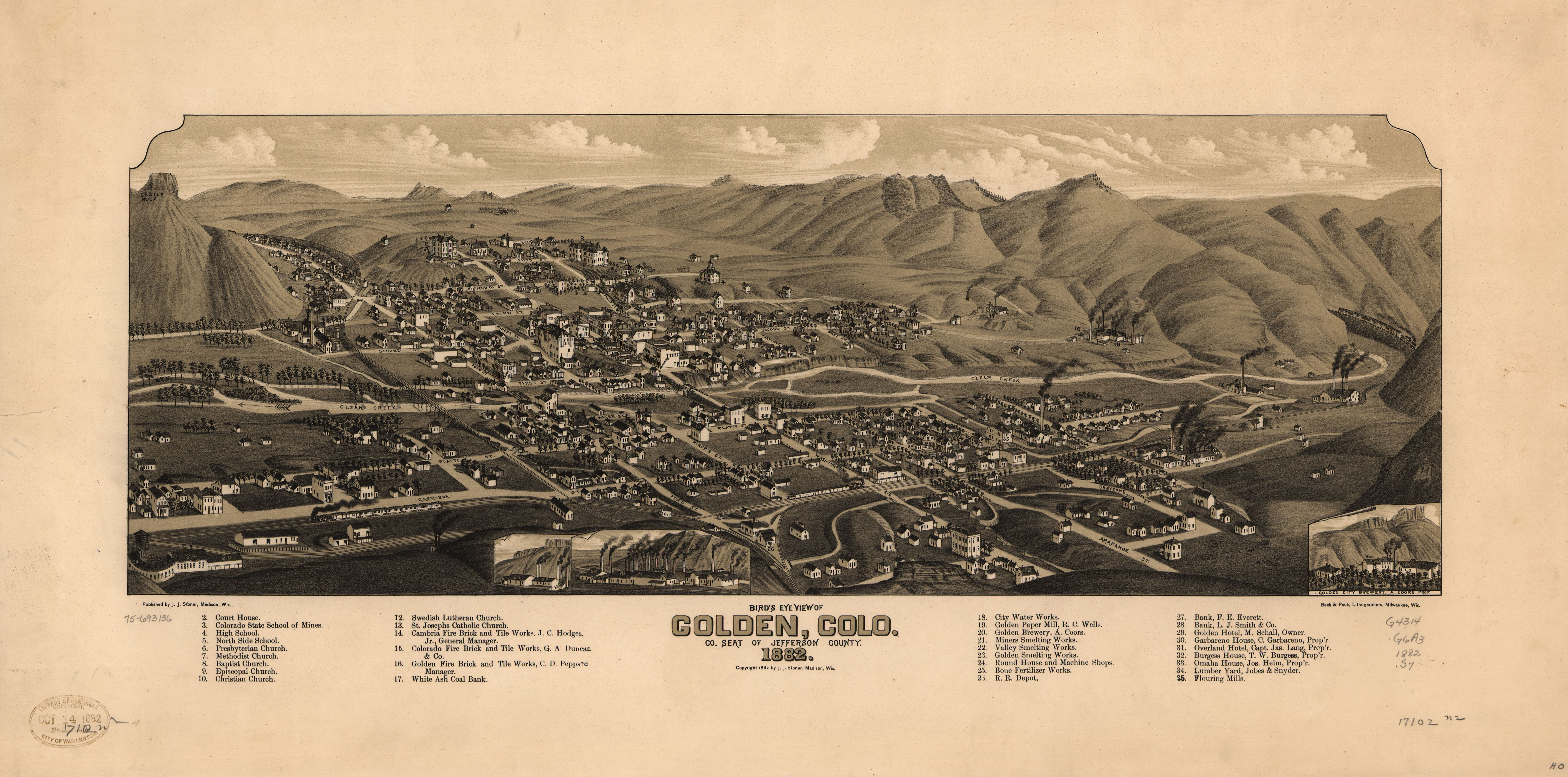